# Любенець
Лю́бенець (болг. Любенец) — село в Сливенській області Болгарії. Входить до складу общини Нова Загора.

## Населення
За даними перепису населення 2011 року у селі проживали 465 осіб.
Національний склад населення села:
| Національність   | Кількість осіб | Відсоток |
| ---------------- | -------------- | -------- |
| болгари          | 431            | 93,1 %   |
| турки            | 23             | 5,0 %    |
| цигани           | 8              | 1,7 %    |
| Всього відповіли | 463            |          |

Розподіл населення за віком у 2011 році:
Динаміка населення: